# 百山月花
百山 月花（ももやま つきか、1991年12月18日 - ）は、日本のシンガーソングライター、女優、タレント。神奈川県出身。身長167cm、体重47kg、血液型AB型。旧芸名 翔鶴ゆいか（しょうかく ゆいか）。二代目 うみみみな。ラジオネームぺけみに。

## 人物
- 趣味は、落語、深夜ラジオ、野球、車。
- 好きな食べ物は、餃子、グラタン。
- 特技は、車の顔モノマネ、バドミントン（関東大会出場）、サッカー（全国大会出場）、縫い物
- 出演作品のタイアップやシーンBGM等も手掛ける。
- 初めて組んだバンド名は 重音楽部 。その後高瀬友規奈、大石理乃、teruhoらと パンク・ストライクを結成
- KONAMI公式番組「METAL GEAR-PRODUCTION HOTLINE」MC
- YouTube つきかチャンネル a.k.a二代目 うみみみな
- atossinternationalの寄席チャンネルYouTube企画「御洒落な噺」に落語大好きシンガーソングライターとして出演。

## 使用機材
- Martin OMCX1KE Cutaway。
- Fender USA telecaster。映画「LR LostRoad」で使用。
- Martin OMC-16E。
- Hakuba AG W150。
- FERNANDES TEJ70。

## 出演

### テレビドラマ
- 女秘匿捜査官・原麻希 アゲハ（2012年、フジテレビ系） -野乃花里美 役
- 聖なる怪物たち（2012年、テレビ朝日系） -春日井 優佳（中谷美紀）の担当患者 友野月花 役
- 釣り刑事5（2014年、TBS系） -ミス城ヶ島 役
- ファーストクラス（2014年、フジテレビ系） -女子高生 役
- さぼリーマン甘太朗（2017年、テレビ東京） -筋トレ少女 役

### 映画
- LR LostRoad（2013年）- 主演・林マコト 役
- 一葉の桐（2014年） - 主演・藤城一葉 役
- スケバン料理人マリー（2014年） - 魔法少女 役
- テンプル・ナンバー・ゼロ（2014年） - アオイ 役
- アヒージョ!（2015年） - 織部葉月 役、劇中BGM作曲
- VEGETABLE（2016年） - ヒロイン・あやめ 役
- こども食堂にて（2018年） - 児童館職員・山本緑 役、劇中テーマ曲「きみとせかい」作曲
- ミーのカー（2019年） - 鈴木早苗 役、劇中歌「twilight ghost」
- 夜を駆ける（2019年） - 佐伯ゆりか(声の出演) 役[5]
- デジ♡婚～ネットで彼女をゲットせよ!～（2020年） - 好みの女の子 役[6]
- おまえら、オーディションやめろ!（2023年） - RYUプロダクションアシスタント・中野旭 役[7][8]

### 舞台
- 僕はそれを、青と呼ぼう。(RED)（2014年）- リオ 役
- Let's play a GAME（2016年） - ディーラー 役、劇中BGM作曲
- Peace of Clan ～七星のシンフォニア～（2020年） - 西岡実沙 役、Aエンディングテーマ作詞作曲 BオープニングM0作曲
- 僕はそれを、青と呼ぼう。 2020（2020年） - 主役 エルナ 役、カーテンコール曲作詞作曲
- 朗読劇「めぐりあう、春夏秋冬」（2021年） - MC、 店員 役、テーマ曲・エンディングテーマ曲作詞作曲
- かえってきたQUEEN DOM（2022年） - 【Aチーム】弁論部部長 上柳昌美 役
- 朗読劇「明日も晴れますように」（2024年） - 月奈 役、劇中歌・主題歌作詞作曲

### テレビ
- 大衆酒場ぽっぽ～うまい酒話が集まるお店～ 全12回（2021年 - 2022年、インターネット放送局ワロップ） 常連客(レギュラー)[11]
- 第二日曜劇場 百山月花の月刊ももすた編集部（2021年 - 2023年、WALLOP） 編集長(MC)
- 勇者の歌声～魂と絆のオーディション～（2021年、テレビ東京） 勇者[12] [13] [14] [15] [16] [17] [18] [19] [20]
- PA！PA！PA！PA！パイナップリン！（2021年、WALLOP） ゲスト[21] [22]
- 桂紋四郎・百山月花 二人会（2022年、J:COM(770ch 寄席チャンネル)）[23]
- チアアップ★インディーズ K（2023年、千葉テレビ） Weekly MC[24]
- チアアップ★インディーズ K（2023年、千葉テレビ） Weekly MC[25]

### ラジオ
- Good morning 湘南（2010年、レディオ湘南）
- ハタチの主張（2011年、レディオ湘南）
- 森本亜美のマインドスケッチ (2013年、エフエム熱海湯河原Ciao!)
- Weekdayみっくす（2014年 - 2015年、FM761）
- 吉田長生の花鳥fu〜月（2015年、FM湘南ナパサ）[27][28]
- Action!!815（2015年、FM高松）
- Tokyo Pancake Radio～VERY FANCY～（2017年、soraxniwa原宿） 準レギュラー
- 藤タカシのノッてるかい！ジリジリしようぜ（2017年、渋谷クロスFM）
- Very Berry Happy Hour 伊藤綾乃（2018年、自由が丘FMTV）
- ステラ☆MUSIC DRIVE!～サーキットを奏でろ!～（2018年、市川うららFM）
- ステラ☆HAPPY!LIVE!（2018年、市川うららFM） パーソナリティ
- 渋谷の商店部 幡ヶ谷 笹塚エリア（2018年、渋谷のラジオ）
- 百山月花のムーンジックラジオ（2018年 - 、市川うららFM） メインパーソナリティ
- ステラ☆ミュージックDRIVE!～あやぱん誕生祭スペシャル!～（2019年、市川うららFM）
- ぐりんぴーすのラジオは踊る。されど進まず。（2020年、2021年、GERA）
- 愛されラジオ（2021年、Radiotalk）
- マンデーGo Go!!（2022年、市川うららFM）
- 田中家（2022年、市川うららFM）[29][30]
- 村田神一の明日も晴れますように（2022年、FM世田谷）準レギュラー
- 百山月花のMidnight Wave（2022年 - 、市川うららFM） パーソナリティ
- 村田神一のアクターズステーション（2022年、市川うららFM） スペシャルゲスト-準レギュラー
- アイドルスクランブル（2024年、渋谷クロスFM） パーソナリティ

### 配信
- yuuka「Rainbow☆channel」（2020年、音楽バラエティ番組クラブパルヘジアFRESH!） 準レギュラー
- 亜ノあこ「あこにおまかせ」（2021年、音楽バラエティ番組クラブパルヘジア） 9月7日代理MC(亜ノあこ 改め 百山月花)
- 亜ノあこ「あこにおまかせ てるちゃんバースデースペシャル!」（2021年、音楽バラエティ番組クラブパルヘジア）)
- 「人気者でいこう」（2021年、音楽バラエティ番組クラブパルヘジア）
- うみみみなMiminaChannel（2021年 - 2023年、みんなが楽しめて、みみなも楽しめる動画 YouTube） 二代目うみみみな[31]
- 花桐はづき「今日はネギらっチャイナ!2!」（2022年、音楽バラエティ番組クラブパルヘジア） 1月11日代打MC
- 百山月花「御茶ノ水最高裁判所（2024年から番組名変更）」、「井荻高等裁判所（2022年から2023年まで）」（2022年 -、音楽バラエティ番組） MC(裁判長)
- 【つきかチャンネル】-百山月花-momoyama tsukika（2024年から番組名変更）、かかかチャンネル（2022年から2024年まで）、きくちゆうか、篠原栞那、百山月花 YouTubeはじめます!!)[32] [33] [34]
- 私立百山英才学園（2022年 -、バラエティ番組） MC
- 【出版記念】シンガーソングライター1年目の教科書☆アフタートーク〜著者・音楽活動戦略コンサルタント大関勇気さん＆アーティストの皆さんをお迎えして（2022年、InStyle, Inc. /Music Life Styling)[35]
- 寄席チャンネルYouTube企画【御洒落な噺】 (2022年 -、atossinternational) 落語大好きシンガーソングライター、MC

- 第二日曜劇場 百山月花の月刊ももすた編集部（2023年 - 、企画会議という形式でトークをしていくバラエティ番組) MC(編集長)[62] [63] [64] [65] [66] [67] [68] [69] [70] [71] [72] [73] [74] [75]
- ステラ☆Excite LIVE！（2023年、トークバラエティ歌番組) MC[76]
- 百山月花の音楽番組うたすた（2024年、トークバラエティ歌番組) MC[77] [78] [79] [80] [81] [82] [83] [84]
- 渦プロジェクト平賀スクエア スタジオテストバージョン（2024年、トークバラエティ歌番組)[85]

### CM
- サントリー 「ウーロン茶CM 見えない花束編」 （2012年）
- バーガーキング 「アサイーシリーズ Web-CM」（2014年）[86]
- タカラトミー 「ポケモン【モンスターコレクションEX】TV CM」（2018年）[87]
- タカラトミー 「ポケモン【モンコレキャッチャー】TV CM」（2018年）[88]
- SEGA 「ぷよぷよ!!クエスト TV CM」（2018年）[89]
- タカラトミー 「プラレール博 NEWテーマソング【走れ！走れ！プラレール】TV CM」（2019年）[90]
- 賃貸の森 「賃貸の森|お部屋の内見♡」TikTok（2024年）[91]

### 広告
- auショップ イメージモデル （2011年）
- 日本コカ・コーラ 「LUANA」イメージモデル（2013年）
- からあげ専門店 舷喜屋 イメージモデル（2014年）
- JAPAN RETOUCH STUDIO イメージモデル（2020年）[92]
- FABLE Wedding イメージモデル（2021年）[93] [94]

### ミュージック・ビデオ
- パンク・ストライク「夢追いかけろ！旅」（2013年）[95]
- パンク・ストライク「パンストPUNK ROCK」（2013年）[96]
- パンク・ストライク「パンクバンド戦走」（2013年）[97]
- fumika 「ドアの向こうへ」（2014年）[98]
- JAGT(庄子智一) 「Oh...silly pain...pain...」- あやめ 役（2015年）[99]
- JAGT(庄子智一) 「ときめきラリアット♪」- あやめ 役（2017年）[100]
- 五月女心ノ助「男殺しの紗奈」 - 紗奈 役（2024年）[101]

### ファッションショー
- 東京コレクション 2012 A/W （2012年）

### その他の出演
- PlayStation 4用ソフトウェア「コール オブ デューティ インフィニット・ウォーフェア」全国大学生対抗戦応援ソング メインボーカル(2016年.2017年)
- CEATEC JAPAN 2017 - CASIO メインキャスト（2017年）
- タカラトミー 「走れ！走れ！プラレール」の歌 ボーカル（2018年）[102]
- ユーラステクノ ユーラステクノ会社案内2018 - お化粧する大学生（2018年）[103]
- 東急ハンズ渋谷 公式グループ - 平成シェイクHANDS 所属（2019年）[104][105]
- ラジオリスナーフェス2020 (渋谷ユーロライブ) - 深夜ラジオ編成ドラフト会議出演（2020年）[106]

## 受賞歴・記録

### 映画

#### LR Lost Road
2013年
- ちちぶ映画祭 グランプリ

2014年
- 第6回沖縄国際映画祭 クリエイターズ・ファクトリーノミネート
- TOKYO月イチ映画祭 グランプリ
- TOKYO月イチ映画祭 年間グランプリ
- 長岡インディーズムービーコンペティション 監督賞
- 山形国際ムービーフェスティバル 山形市長賞
- 山形国際ムービーフェスティバル 観客賞
- 西東京市民映画祭 第13回自主制作映画コンペティション 奨励賞
- 西東京市民映画祭 第13回自主制作映画コンペティション 東町商栄会会長賞
- 小津安二郎記念蓼科高原映画祭第13回ノミネート
- 日本芸術センター 第6回映像グランプリノミネート
- 高砂しあわせ映画祭ノミネート
- おもいがわ映画祭 ショートムービーコンペティションノミネート

#### 一葉の桐
2014年
- SKIPシティ国際Dシネマ映画祭招待

#### アヒージョ!
2015年
- 第9回さぬき映画祭 審査員特別賞

2016年
- なら国際映画祭 招待
- 岡山映画祭 招待

#### テンプル・ナンバー・ゼロ
2014年
- ちちぶ映画祭 観客賞

2015年
- 松本映画祭プロジェクト 商店街映画祭 山崎貴監督賞
- 西東京市民映画祭ノミネート

2016年
- 那須ショートフィルムフェスティバル グランプリ
- 岩槻映画祭ノミネート
- 栃木・蔵の街かど映画祭ノミネート

2017年
- ＭＫＥ映画祭 グランプリ
- TOKYO月イチ映画祭ノミネート

#### スケバン料理人マリー
2018年
- おきあがりこぼし芸術祭vol.25映画祭 おきこぼ大賞受賞

#### ミーのカー
2019年
- 杉並ヒーロー映画祭ノミネート

#### 夜を駆ける (Run Through The Night)
2021年
- International Independent Film Awards Winter 2021 Bronze Award[107]
- L'AGE D'OR INTERNATIONAL ART HOUSE FILM FESTIVAL Monthly Selection – MARCH 2021 OUTSTANDING ACHIEVEMENT AWARD[108]

#### お前ら、オーディションやめろ！
2023年
- 那須ショートフィルムフェスティバルノミネート

### ドラマ

#### ファーストクラス
2014年
- 国際ドラマフェスティバル in TOKYO 東京ドラマアウォード 作品賞・優秀賞（連続ドラマ部門）
- 第81回ザテレビジョンドラマアカデミー賞 ザテレビジョン賞（『ファースト・クラス』副音声）

## 取材記事
- 2016.06.16 Stereo Sound Online 百山月花／今年はお芝居の年にしたい！ ２作目の舞台でキーパーソンを熱演!![109]
- 2017.01.15 エンタメ女子 歌も本業、芝居も本業！それがももやま！[110]
- 2017.01.26 エンタメ女子 セカンドアルバム『百花辞典』には、音楽史や、百山節をふんだんに詰めました！ 百山月花[111]
- 2017.08.10 エンタメ女子 シンガーソングライターで役者の百山月花さんに100の質問[112]
- 2017.12.13 エンタメ女子 百人いれば百通りの夜がある、『百夜』に込めたのは無限の感情　百山月花[113]
- 2018.03 Livepocket エイベックス 観たらグッとくる！注目のシンガーソングライター[114]
- 2018.07.10 エンタメ女子 初のシングルベスト『おはこ煎じ』発売。テーマは二番煎じではなく十八番煎じ！[115]
- 2018.11.26 ザテレビジョン 女優×シンガーの二刀流・百山月花がクリアなボイスで観客魅了[116]
- 2018.12.18 エンタメ女子 百山月花27歳のバースデーライブ、今年も２Daysで開催[117]
- 2019.01.01 エンタメ女子 市川うららFM『百山月花のムーンジックラジオ』がスタートしました！[118]
- 2019.06.24 エンタメ女子 音羽×百山月花 1st.シングル『さあ、行こう』[119]
- 2020.07.09 media-iz シンガーソングライター「百山月花」がワンマンを、7月10日に下北沢BREATHで開催[120]
- 2020.10.09 media-iz 女優「百山月花」の新たな一面が見られる舞台『RAVE☆塾vol.1 Paece of Clan～七星のシンフォニア～』が10月16日より上演。「私の正反対のお芝居をお楽しみに！」[121]
- 2020.10.11 ザテレビジョン 女優・百山月花、役作りの苦労を明かす「怒怒怒怒っていう雰囲気」[122]
- 2020.11.25 media-iz 女優「百山月花」が挑む初主演作『僕はそれを、青と呼ぼう2020』が11月26日より上演。主演に求められる役割に戸惑いながらも、熱演を誓う！[123]
- 2020.11.29 ザテレビジョン 女優・百山月花、念願の初主演に意気込み「2回以上観てほしい」[124]
- 2023.05.11 musit ハッタリも言い続けてれば事実になる──デビューから10年、百山月花が抱える「辞めない」決意[125]

## 作品

### シングル
| タイトル             | 発売日         | 収録曲 | 備考                  |
| -------------------- | -------------- | --- | --------------------- |
| 親知らず             | 2015年2月11日  | 1.親知らず 2.Sir                                                                                            | 会場購入特典あり      |
| ゆとりの泣き虫ワーク | 2015年5月24日  | 1.ゆとりの泣き虫ワーク 2.モデルマン                                                                         | 会場購入特典あり      |
| 万能なゴミ           | 2016年8月31日  | 1.万能なゴミ 2.マーガレット                                                                                 | 会場購入特典あり      |
| きみとせかい         | 2018年10月3日  | 1.きみとせかい 2.きみとせかい（インストルメンタル）                                                         |                       |
| さあ、行こう         | 2019年7月5日   | 1.さあ、行こう（音羽） 2.恋愛コールゲーム（音羽） 3.さあ、行こう（百山月花） 4.恋愛コールゲーム（百山月花） | 『音羽×百山月花』名義 |
| 声明                 | 2019年12月17日 | 1.声明 2.Free Flea                                                                                          | 会場購入特典あり      |
| フェティシズム       | 2021年2月12日  | 1.フェティシズム 2.フェティシズム（カラオケ） 3.フェティシズム（カーテンコールバージョン）                  |                       |
| 雪月花               | 2021年2月18日  | 1.雪月花 |                       |
| SHIBUYA              | 2023年2月23日  | 1.SHIBUYA 2.Room                                                                                            |                       |
| なでしこスペシャル   | 2024年7月5日   | 1.きんいろのゆめ 2.feeling over                                                                             |                       |

### ミニアルバム
| タイトル                   | 発売日         | 収録曲 | 備考                      |
| -------------------------- | -------------- | --- | ------------------------- |
| 背中                       | 2015年10月25日 | 1.具体的なソレ 2.ゆとりの泣き虫ワーク 3.養殖女のレシピ 4.可愛がる 5.親知らず                                                                                           | 会場購入特典あり          |
| 背中2                      | 2018年7月13日  | 1.You're unanimous idol 2.トモダチプレイ 3.オーラス 4.顔 5.グロウ | 会場購入特典あり          |
| Midnight Project           | 2018年10月7日  | 1.Midnight Project 2.ヒーロー 3.LIFE | 『重音楽部』名義          |
| 心に響け! おしゃべりの魔法 | 2019年3月31日  | 1.心に響け! おしゃべりの魔法 2.Goodbye ありがとう 3.～17.各メンバー自己紹介                                                                                            | 『平成シェイクHANDS』名義 |
| 背中3                      | 2021年7月17日  | 1.Seventeen! 2.万能なゴミ 3.情熱心中 4.ヴァージンロード 5.声明 |                           |
| 肚腸                       | 2022年7月7日   | 1.starlight 2.Lied 3.twillight ghost 4.which? 5.Thank you, for all |                           |
| 肚腸2                      | 2023年12月18日 | 1.きんいろのゆめ 2.また明日 3.ポスト 4.箝口令 5.青い夜 |                           |
| 練習中                     | 2024年7月5日   | 1.ゆとりの泣き虫ワーク 2.足音に愛されて 3.Lied 4.プラネタリウム 5.オーラス 6.瘡蓋 7.SHIBUYA 8.箝口令 9.きんいろのゆめ 10.グロウ 11.ライク                              |                           |
| 練習中2                    | 2024年12月18日 | 1.Sir 2.SHIBUYA 3.ごめんね、いいよ、ばか 4.twilight ghost 5.養殖女のレシピ 6.可愛がる 7.N.O. 8.ヴァージンロード 9.敗者よ語るな 10.箝口令 11.青い夜 12.グロウ 13.ライク |                           |

### アルバム
| タイトル             | 発売日         | 収録曲 | 備考                                    |
| -------------------- | -------------- | --- | --------------------------------------- |
| 百色-momoiro-        | 2015年12月18日 | 1.LIFE 2.starlight 3.可愛がる 4.きんいろのゆめ 5.養殖女のレシピ 6.ささくれ 7.Lied 8.ライク 9.足音に愛されて 10.優しい人 11.Thank you,for all                                               | 会場購入特典あり                        |
| 百花辞典             | 2016年12月18日 | 1.ねこのきもち 2.You're unanimous idol 3.初恋トレイン 4.Seventeen! 5.twilight ghost 6.トモダチプレイ 7.プラネタリウム 8.vision 9.神経衰弱 10.具体的なソレ 11.グロウ 12.スキすぎて☆拉致監禁 | 会場購入特典あり                        |
| 百夜                 | 2017年12月16日 | 1.青春は日焼け色 2.hurry!! 3.which? 4.feeling over 5.オーラス 6.ピーマン 7.くつ、みちをゆく 8.オトナ 9.荒山 10.内部告発 11.青い夜                                                          | 会場購入特典あり                        |
| おはこ煎じ           | 2018年7月13日  | 1.親知らず 2.Sir 3.ヒーロー 4.chocolade 5.ゆとりの泣き虫ワーク 6.モデルマン 7.Labyrinth World 8.万能なゴミ 9.マーガレット 10.雨のちヒーロー                                                | シングルベストアルバム 会場購入特典あり |
| touch our hope vol.0 | 2020年5月17日  | 1.愛たいよ 愛したいよ(瑠愛) 2.今(きしのりこ) 3.Black screen(momoco) 4.断絶と創造のグラデーション(Luuka) 5.ココカラ(咲愛雅) 6.which?(百山月花) 7.独り言(蒲田めい)                           | コンピレーションアルバム                |
| 八百長パーティ       | 2021年2月12日  | 1.フェティシズム 2.声明 3.情熱心中 4.プライドチキン 5.プライバシー 6.また明日 7.シナリオ 8.リアリティ 9.きみとせかい 10.顔 11.N.O.                                                         |                                         |

### タイアップ
| 楽曲                 | タイアップ                                                                   | 時期     |
| -------------------- | ---------------------------------------------------------------------------- | -------- |
| パンクバンド戦走     | 映画「LR Lost Road」挿入歌                                                   | 2013年   |
| LIFE                 | 映画「一葉の桐」主題歌                                                       | 2014年   |
| 雨のちヒーロー       | 映画「アヒージョ！」主題歌                                                   | 2015年   |
| starlight            | 舞台「Let's play a GAME」エンディングテーマ                                  | 2016年   |
| chocolade            | マティス山崎屋 イベントテーマ                                                | 2017年～ |
| きみとせかい         | 映画「こども食堂にて」劇中テーマ曲                                           | 2018年   |
| パンケーキのうた     | ラジオ「Tokyo Pancake Radio～VERY FANCY～」 オープニングテーマ               | 2018年   |
| 親知らず             | ラジオ「百山月花のムーンジックラジオ」 オープニングテーマ                    | 2018年～ |
| ライク               | ラジオ「百山月花のムーンジックラジオ」 エンディングテーマ                    | 2018年～ |
| twilight ghost       | 映画「ミーのカー」劇中歌                                                     | 2019年   |
| いんとろだくしょん   | ラジオ「ぐりんぴーすのラジオは踊る。されど進まず。」 オープニングテーマ      | 2020年～ |
| ぐりんぴーす         | ラジオ「ぐりんぴーすのラジオは踊る。されど進まず。」 エンディングテーマ      | 2020年～ |
| くつ、みちをゆく     | 舞台「Peace of Clan ～七星のシンフォニア～」 Aエンディングテーマ             | 2020年   |
| フェティシズム       | 舞台「僕はそれを、青と呼ぼう 2020」 カーテンコール曲                         | 2020年   |
| N.O.                 | 朗読劇「めぐりあう、春夏秋冬」 テーマ曲                                      | 2021年   |
| 雪月花               | 朗読劇「めぐりあう、春夏秋冬」 エンディングテーマ曲                          | 2021年   |
| オトナ               | 寄席チャンネルYouTube企画【御洒落な噺】 オープニングテーマ曲                 | 2022年   |
| また明日             | 寄席チャンネルYouTube企画【御洒落な噺】 エンディングテーマ曲                 | 2022年   |
| リアリティ           | 寄席チャンネルYouTube企画【御洒落な噺】【初めての落語】 オープニングテーマ曲 | 2023年   |
| Thank you, for all   | 寄席チャンネルYouTube企画【御洒落な噺】【初めての落語】 エンディングテーマ曲 | 2023年   |
| N.O.                 | 朗読劇「明日も晴れますように」 劇中歌                                        | 2024年   |
| 明日も晴れますように | 朗読劇「明日も晴れますように」 主題歌                                        | 2024年   |
| 足音に愛されて       | ラジオ「百山月花のラジオやってみない？」 エンディングテーマ                  | 2024年   |

### 楽曲提供
- 岡咲美保 「結ぶ因果率」（作詞、2ndアルバム『DREAMING』（2024年4月24日発売）収録曲[126]）